# 蠟蚧輪枝菌
蠟蚧輪枝菌（學名：Lecanicillium lecanii）是子囊菌門蟲草菌科的一種蟲生真菌。本種過去屬於輪枝孢屬，學名為Verticillium lecanii，於2001年與同屬的其他蟲生真菌因分子序列分析結果而被歸入麥角菌科的新屬蠟蚧菌屬中，並被作為該屬的模式種。2007年蠟蚧菌屬又被歸入新科蟲草科中
過去被稱作V. lecanii的真菌除了本種外，還包括L. longisporum、L. muscarium與L. attenuatum等相似物種，皆在園藝與農業上被用作生物農藥，抑制粉蝨、薊馬與蚜蟲等害蟲的生長，其中本種主要為感染介殼蟲科的害蟲。